# Art Tatum
Art Tatum (Toledo, 13 ottobre 1909 – Los Angeles, 5 novembre 1956) è stato un pianista statunitense.
(Sergej Rachmaninov)
Tatum, noto per il suo virtuosismo e per la sua abilità e creatività come improvvisatore, era considerato dai suoi contemporanei il massimo pianista jazz vivente, al punto che, al suo entrare in un locale nella seconda metà degli anni '30, Fats Waller sul palco, interruppe la sua esibizione per annunciare agli spettatori "Io suono solo il pianoforte, ma stasera Dio è presente in sala!" (trad. da "I only play the piano, but tonight God is in the house!"). Tatum è considerato uno dei più grandi pianisti del XX secolo.

## Biografia

### Inizi
Nacque a Toledo nell'Ohio nel 1909. Fin da bambino fu affetto da cataratta che lo rese parzialmente cieco da ambedue gli occhi. Dopo una decina di dolorose operazioni avvenute durante l'infanzia e la prima adolescenza, riuscì a riacquistare la vista di circa il 70%. Purtroppo, secondo il suo biografo James Lester, all'età di 20 anni subì un'aggressione da un rapinatore all'uscita da un locale di Toledo e, durante la colluttazione, venne ripetutamente percosso in viso, perdendo nuovamente la vista all'occhio sinistro e conservando solo il 25% della visione nell'occhio destro. Come descrive George Duning in un articolo su Downbeat dell'ottobre 1935 "...Anche se Art ha avuto problemi agli occhi da quando aveva 9 anni, non è completamente cieco. Nelle sue stesse parole, descrive la sua vista come "non troppo buona, ma posso vedere abbastanza per leggere e scrivere e andare in giro!". Per la scrittura fine invece, Tatum infatti usa un forte paio di occhiali..." . Iniziò a suonare da giovane, seguì qualche corso al liceo di Toledo, ma gran parte della sua istruzione fu da autodidatta; e ancor oggi risulta stupefacente come sia riuscito a raggiungere da solo quei livelli di virtuosismo tecnico e musicale che lo hanno reso famoso. Quando nel 1932, si trasferì a New York per accompagnare la cantante Adelaide Hall, portò già con sé un bagaglio enorme di esperienza professionale risalente alla metà degli anni venti; nel 1929 aveva tenuto un suo spettacolo alla radio.
Debuttò quindi a New York come uno dei due pianisti che si alternano nell'accompagnamento di Adelaide Hall: ed è nel 1932 che i suoi assolo (celeberrimo quello su Tiger Rag) rivelarono al pubblico il suo inarrivabile talento. Grande ammiratore di Fats Waller e di Earl Hines, Tatum suonava stride, swing e boogie woogie a velocità inaudite, applicando concezioni armoniche che anticipano di decenni lo sviluppo della musica jazz, sull'evoluzione della quale avrebbero avuto una profonda influenza. Nei suoi primi anni a New York Charlie Parker ebbe modo di ascoltare Tatum, e scelse deliberatamente di lavorare nelle cucine dei locali dove il pianista si esibiva per ammirarne la tecnica e lo stile. I suoi estimatori non si limitavano al mondo del jazz: il compositore e pianista russo Sergei Rachmaninov, dopo che l'ebbe sentito suonare, disse che si trattava del più grande pianista vivente. Uguale ammirazione Tatum riscuoteva anche presso Vladimir Horowitz, suo grande amico. Ma Tatum non si considerò mai un pianista classico, ancorché finì per inserire nel suo repertorio alcuni brani classici riarrangiati nella sua caratteristica maniera. Celebre la sua reinterpretazione dell'Op. 101 Humoresque n. 7 e della "Élégie" di Jules Massenet.

### Tecnica e stile
Come improvvisatore, Tatum preferiva mantenere riconoscibile la melodia del brano che affrontava, riarmonizzandolo, lavorando cioè sulla progressione degli accordi, mentre sul versante melodico decorava la linea melodica con caratteristici abbellimenti e rapidissime scale (ascendenti e discendenti), talvolta criticate come gratuite e poco jazzistiche. In ogni caso il critico e imprenditore musicale Leonard Feather lo definì come "il più grande improvvisatore della storia del jazz, a prescindere dallo strumento". Seppure partito dalla tradizione pianistica stride, dove risente dell'influenza di grandi musicisti come Fats Waller, James P. Johnson e Willie The Lion Smith, Tatum se ne distacca decisamente, non tanto per il suo ferreo senso del ritmo scandito dalla mano sinistra, ma soprattutto per l'improvvisazione multiforme e funambolica della sua mano destra, capace di suonare a velocità impensabili e mantenendo sempre una diteggiatura nitida e granitica. 

### I colleghi su di lui
Per questo suo caratteristico e unico modo di arpeggiare, con un suono dal timbro luminoso e cristallino, a prescindere dal tipo di pianoforte usato, Tatum riscuoteva (e ancora oggi riscuote) sconfinata ammirazione dagli altri colleghi pianisti. Oscar Peterson dichiarò pubblicamente che, da adolescente, dopo che un giorno suo padre gli fece ascoltare "Tiger Rag", pianse amaramente tutta la notte. E restò così sconvolto da quella registrazione che smise di suonare il piano per due mesi di seguito, tale era la frustrazione (e al tempo stesso l'ammirazione) per la tecnica di Tatum: Peterson infatti era convinto che ci fossero due pianisti a suonare contemporaneamente e non uno solo. Anche Duke Ellington aveva grande stima per Tatum. Nella sua autobiografia ("Music is my mistress" Da Capo Press NY, 1972), racconta: "...alcuni miei amici mi avevano parlato di lui e di come fosse eccezionale il suo modo di suonare, ma quando lo incontrai per la prima volta fui assolutamente impreparato per ciò che avrei ascoltato di lì a poco...".

### Incisioni
Come già detto, le prime registrazioni di Tatum risalgono al 1932, anno del trasferimento a New York; ma continuarono ininterrotte sino alla sua morte. Incise per la Decca Records (1934-41), per la Capitol Records (1949, 1952) e per le case discografiche gestite da Norman Granz (dapprima Clef, poi Verve ed infine Pablo) (1953-56). Per Granz, Tatum registrò nel 1953 una lunga serie di brani ("The Tatum Solo Masterpieces "), vera maratona solistica e parallelamente negli stessi anni incise con alcuni tra i migliori musicisti della "scuderia" granziana riuniti in gruppi creati per l'occasione ("The Tatum Group Masterpieces"); tali gruppi comprendevano Roy Eldridge, Buddy Rich, Jo Jones, Harry Edison, Ben Webster, Buddy DeFranco, Benny Carter e Lionel Hampton. Particolarmente riuscita la seduta d'incisione in quartetto con Ben Webster al sassofono tenore. Probabilmente le sessioni delle Tatum Group Masterpieces sarebbero state più numerose,se molti musicisti jazz dell'epoca non avessero rifiutato di registrare con Tatum,per paura di sfigurare di fronte alle sue inarrivabili improvvisazioni (così afferma il clarinettista Buddy De Franco in una intervista del 2006 a JazzWax.com, circa la capacità di Tatum di "intimidire" i musicisti attorno a lui, soprattutto pianisti). Per diversi anni fu a capo di un trio, con Slam Stewart al contrabbasso e Tiny Grimes alla chitarra, formazione che permetteva a Tatum una migliore penetrazione commerciale, e con il quale infatti ottenne grandi successi. Se le registrazioni in trio mostrano un grande intesa tra i componenti, nonostante la tendenza di Tatum a prevaricare e riempire tutti i vuoti, sono indubbiamente le registrazioni da solista che mettono in evidenza la sua straordinaria capacità di esplorare tutti i registri della tastiera con eccezionale padronanza e velocità, mantenendo sempre un innato senso del ritmo con grande calma e senza il minimo sforzo. Alcuni testimoni inoltre affermano, ed alcune registrazioni lo confermano, che Tatum fosse ambidestro, cioè che potesse fare con la mano sinistra tutto ciò che faceva con la destra.
Nell'inverno del 1953 fu invitato dal produttore Norman Granz a realizzare il più grande progetto discografico per piano solo della storia del jazz fino ad allora: registrare qualsiasi cosa lui volesse e per quanto tempo ne fosse capace. Ne nacque una sessione di registrazione ininterrotta della durata di 48 ore il 28 e il 29 dicembre 1953. Tatum realizzò, senza sbagliare alcun assolo, suonando giorno e notte, 70 brani che saranno poi raccolti nella collana "Tatum Solo Masterpieces" della Pablo Records. Alla fine del primo giorno però, Granz si accorse che era finito il nastro per registrare, e, sfortunatamente, proprio nel bel mezzo dell'assolo. Quando alcune ore dopo il tecnico del suono Rafael Valentin portò la nuova bobina, Tatum fu in grado di ricostruire esattamente l'assolo dal punto in cui era stato interrotto mantenendo la stessa tonalità, gli stessi accordi e lo stesso swing. A detta di Granz, la giunzione tra i due nastri fu praticamente inavvertibile nella produzione finale, confezionando un brano che appare come un "continuum" dalla bellezza stupefacente.
Le diverse apparizioni di Tatum in programmi televisivi, specialmente nel Tonight Show di Steve Allen, dove fu ospite per diversi episodi, non sono arrivate sino ad oggi poiché le registrazioni video vennero cestinate per sgombrare gli archivi della società televisiva. Il sonoro di alcune delle puntate, registrate da appassionati durante le trasmissioni, è invece fortunosamente disponibile e in parte è stato riversato su disco.

### Vita privata
Un'esibizione extramusicale in cui Tatum amava indulgere quando pranzava in un drugstore vicino alla Cinquantaduesima strada (nei cui locali suonava spesso) era stupire il resto della clientela facendo rovesciare una manciata di monete sul bancone di marmo e identificando il numero e il taglio delle monete dal loro suono.Tatum era anche noto per le sue sregolatezze. A parte la sua fama di bevitore eccezionale, era solito stare sveglio, suonando, per giorni e notti intere, dopo di che dormiva per periodi equivalenti, svegliandosi però immediatamente se veniva anche solo sfiorato.
Nel novembre del 1956 Art Tatum morì a Los Angeles per un uremia dovuta a insufficienza renale, causata dall'abuso di alcool.

## Aneddoti
- In un periodo in cui erano popolari le sfide tra musicisti (cutting contests), la competitività di Tatum (che al ritorno da una tournée fece circolare la voce che era tornato in città "to kick some ass" cioè "a dare qualche calcio in culo") era leggendaria almeno quanto la sua abilità. Il pianista Billy Taylor racconta ad esempio che una sera del 1950 al "Birdland" un famoso locale di New York, il pianista Bud Powell, completamente ubriaco, salì sul palco e sfidò Tatum dicendogli "...ti insegno io come si suona a tempo e come si suona veloce...". Tatum, dopo una grande risata, rispose: "... non ora Buddy, ma vieni qui domani sera, alla stessa ora , e tutto quello che tu suonerai con la destra io lo rifarò con la mano sinistra..". Secondo Taylor, Powell non ebbe il coraggio di presentarsi la sera dopo per la sfida, nonostante da sobrio si fosse esercitato durante tutta la giornata[5].
- Sul finire degli anni 40, Vladimir Horowitz passava molto tempo a comporre un mucchio di variazioni sul tema "Tea for Two" da suonare come bis al termine dei suoi concerti, e un giorno le suonò per Art Tatum per sapere cosa ne pensasse. Quando fu invitato a suonare la sua versione, Tatum continuò ad andare avanti e avanti in versioni sempre diverse, fino a quando Horowitz dovette fermarlo e chiedergli: "Scusami Art, ma quando ti è venuto in mente tutto questo?" e Tatum rispose "Adesso!". (Oscar Peterson in una intervista pubblica con André Previn -1973)

## Discografia
- (1932-34) The Chronological, Classics #507
- (1934-40) The Chronological, Classics #560 [1994]
- (1940-44) The Chronological, Classics #800, 1995
- (1944-00) The Chronological, Classics #825
- (1945-47) The Chronological, Classics #982
- (1949-00) The Chronological, Classics #1104
- (1949-53) The Chronological, Classics #1114
- (1935-56) Live Performances (10CD Box Set), Storyville
- (1932) Piano Starts Here, Columbia, 1987
- (1934-37) Classic Early Solos , Decca Records, 1991
- (1934-44) Vol. 16 - Masterpieces, Jazz Archives Masterpieces, 1996
- (1935-43) Standard Sessions (2 CD), Music & Arts, [1996-2002]
- I Got Rhythm: Art Tatum, Vol. 3 (1935-44), Decca Records, 1993
- Solos (1937) and Classic Piano, Forlane, 1996
- (1938-46) Memories Of You (cofanetto di 3 CD), Black Lion, 1997 contiene i seguenti CD:
  - (1938-39) The V-Discs disco 1, Black Lion, 1992
  - (1940-46) Standards disco 2, Black Lion, 1992
  - (1940-46) Tea For Two disco 3, Black Lion, 1992
- (1944-45) On The Sunny Side Topaz Jazz, 1997
- (1949-52) The Complete Capitol Recordings (2CD), Blue Note, Capitol, [1997]
- (1952) Piano Solo Private Sessions, New York; Musidisc, [1995]
- (1953-56) Complete Pablo Solo Masterpieces (6CD Box Set), Pablo, [1991]
- (1953-56) The Complete Pablo Group Masterpieces (6CD Box Set), Pablo, [1990]
- (1950-55) 20th Century Piano Genius (2CD), Verve, [1996]
- Art Tatum at His Piano, Vol. 1, GNP Crescendo, [1990]
- Fine Art & Dandy, Drive Archive, 1994
- Marvelous Art, Star Line Records, 1994
- House Party, Star Line Records, 1994
- Masters of Jazz, Vol. 8, Storyville, Danimarca, 1994
- California Melodies, Memphis Archives, 1994
- The Rococo Piano of Art Tatum Pearl Flapper, 1995
- I Know That You Know, Jazz Club Records, 1995
- The Art of Tatum, ASV Living Era, 1995
- Trio Days, Le Jazz, 1995
- Body & Soul, Jazz Hour, Paesi Bassi, 1996